# Greendale (Missouri)
Greendale és una població dels Estats Units a l'estat de Missouri. Segons el cens del 2000 tenia 722 habitants.

## Demografia
Segons el cens del 2000, Greendale tenia 722 habitants, 331 habitatges, i 201 famílies. La densitat de població era de 1.327,5 habitants per km².
Dels 331 habitatges en un 28,1% hi vivien nens de menys de 18 anys, en un 39% hi vivien parelles casades, en un 18,1% dones solteres, i en un 39% no eren unitats familiars. En el 33,8% dels habitatges hi vivien persones soles el 8,2% de les quals corresponia a persones de 65 anys o més que vivien soles. El nombre mitjà de persones vivint en cada habitatge era de 2,18 i el nombre mitjà de persones que vivien en cada família era de 2,77.
Per edats la població es repartia de la següent manera: un 22% tenia menys de 18 anys, un 5,1% entre 18 i 24, un 30,9% entre 25 i 44, un 29,1% de 45 a 60 i un 12,9% 65 anys o més.
L'edat mediana era de 41 anys. Per cada 100 dones de 18 o més anys hi havia 72,7 homes.
La renda mediana per habitatge era de 46.083 $ i la renda mediana per família de 56.250 $. Els homes tenien una renda mediana de 38.125 $ mentre que les dones 29.306 $. La renda per capita de la població era de 23.284 $. Entorn del 2,5% de les famílies i el 3,4% de la població estaven per davall del llindar de pobresa.

## Poblacions més properes
El següent diagrama mostra les poblacions més properes.